# Otto Braunheim
Otto Braunheim (* 14. März 1904 in Hattingen; † 8. Juni 1958 ebenda) war Oberbürgermeister der Stadt Iserlohn und NSDAP-Kreisleiter.

## Leben
Otto Braunheim wurde als Sohn des Gustav Braunheim (Bergmann) geboren und begann nach dem Besuch der Volksschule in Hattingen am 1. August 1916 eine Verwaltungslehre bei der Amtsverwaltung Hattingen. Im Anschluss daran war er hier als Verwaltungsgehilfe beschäftigt. Bevor er am 5. Mai 1936 zum Bürgermeister der Stadt Kamen gewählt wurde, war Braunheim noch in den Kommunalverwaltungen Wittlage und Hameln-Pyrmont tätig. Mit Kriegsbeginn wurde er bis zum 5. September 1940 als Soldat eingesetzt und wegen einer Kriegsverletzung vorzeitig entlassen. Im Amt des Bürgermeisters blieb er bis zum 30. Juni 1944, in Personalunion mit dem Amt des Ortsgruppenleiters in Kamen. Das Amt des Oberbürgermeisters in Iserlohn bekleidete er vom 1. Juli 1944 bis zum 21. April 1945.
Am 25. Juni 1945 wurde er durch die Militärregierung verhaftet und in Eselsheide bis zum 19. März 1948 interniert. Im Entnazifizierungsverfahren wurde er in die Kategorie III eingestuft und wegen der Mitgliedschaft in der NSDAP zu zwei Jahren Gefängnis verurteilt, die durch die Internierungszeit verbüßt war. Bei der Firma Normag GmbH in Hattingen fand Braunheim in der Zeit vom 1. April 1951 bis zum 31. Dezember 1957 einen Arbeitsplatz.

## Tätigkeiten in der Partei und SA
Braunheim trat zum 1. September 1927 in die NSDAP ein (Mitgliedsnummer 73.727), trat von 1929 bis 1932 angeblich aus, war aber unter einem falschen Namen weiter Parteimitglied. Am 1. Oktober 1929 trat er in die SA ein und wurde hier 1944 Sturmbannführer. Die Leitung des NSDAP-Kreises Hellweg lag vom 18. Mai 1942 bis zum 20. Juli 1944 in seinen Händen.

## Familie
Otto Braunheim war mit Alwine Krone verheiratet. Aus der Ehe sind keine Kinder hervorgegangen.